# Episodi di Five Mile Creek (prima stagione)
La prima stagione della serie televisiva Five Mile Creek è stata trasmessa in anteprima in Australia dalla Seven Network tra il 4 novembre 1983 e il 2 maggio 1984.
| nº | Titolo originale    | Titolo italiano | Prima TV Australia | Prima TV Italia |
| -- | ------------------- | --------------- | ------------------ | --------------- |
| 1  | Making Tracks       |                 | 4 novembre 1983    |                 |
| 2  | Horses for Courses  |                 | 11 novembre 1983   |                 |
| 3  | Love Before a Fall  |                 | 7 dicembre 1983    |                 |
| 4  | A Few Surprises     |                 | 21 dicembre 1983   |                 |
| 5  | The Scrub Bulls     |                 | 4 gennaio 1984     |                 |
| 6  | Bang the Big Drum   |                 | 18 gennaio 1984    |                 |
| 7  | Gold Fever          |                 | 1º febbraio 1984   |                 |
| 8  | Annie               |                 | 15 febbraio 1984   |                 |
| 9  | Home and Away       |                 | 7 marzo 1984       |                 |
| 10 | The Awakening       |                 | 21 marzo 1984      |                 |
| 11 | The Prize           |                 | 4 aprile 1984      |                 |
| 12 | Tricks of the Trade |                 | 18 aprile 1984     |                 |
| 13 | Thanksgiving        |                 | 2 maggio 1984      |                 |